# John Heywood
John Heywood (Londres, 1497 - Mechelen, 1580) foi um poeta e dramaturgo inglês. Nascido em Londres, refugiou-se no continente europeu para evitar a perseguição contra a sua fé católica. Teria morrido na Bélgica.
O seu filho, Jasper Heywood, notabilizou-se como poeta e tradutor.

## Obras
Segue abaixo uma lista parcial das obras.

### Peças
- The Merry Play between Johan the Husband, Tyb his Wife, and Sir John the Priest
- The Mery Play between the Pardoner and the Frere, the Curate and Neybour Pratte (antes de 1533)
- The Play called the foure PP; a newe and a very mery interlude of a palmer, a pardoner, a potycary, a pedler (c. 1530)
- The Play of the Wether, a new and mery interlude of all maner of Wethers (1533)
- The Play of Love (1533)
- The Dialogue of Wit and Folly

### Poesia
- The Spider and the Flie (1556)

### Antologias
- Proverbs (c.1538)
- The Proverbs of John Heywood (1546)